# Pierre Frank
Pierre Frank (ur. 24 października 1905 w Paryżu – zm. 18 kwietnia 1984 w Paryżu) – francuski działacz polityczny, trockista.

## Wczesna działalność
Pierre Frank, razem z działaczem związkowym Alfredem Rosmerem i surrealistycznym literatem Pierre'em Navillem był jednym z twórców francuskiego trockizmu. Jego poglądy ukształtował okres pracy u boku samego Lwa Trockiego, którego sekretarzem był w latach 30., uczestnicząc w redagowaniu pism Międzynarodowej Lewicowej Opozycji. Po powrocie do Francji założył pierwszą większą grupę trockistowską - Ligę Komunistyczną.
W 1934 Frank sprzeciwił się zaleceniom Trockiego odnośnie do taktyki we Francji (tzw. francuski zwrot) i zdecydował się nie opuszczać Partii Socjalistycznej, gdy ta utworzyła z komunistami rząd Frontu Ludowego. W rezultacie grupa zwolenników Franka została usunięta z Ruchu na rzecz Czwartej Międzynarodówki; przez kolejne 5 lat, do wybuchu II wojny światowej, Frank działał w grupce o nazwie Komuna razem z Raymondem Molinierem.

## II wojna światowa
W czasie wojny Frank uzyskał możliwość powrotu do Międzynarodówki, wobec jej dramatycznej sytuacji kadrowej. Bez powodzenia starał się budować organizację trockistowską w Wielkiej Brytanii, gdzie jego działalność zakończyła się krótkim internowaniem. Większym sukcesem było rozpoczęcie prac nad gazetą International Correspondence (Inprecor), która po dziś dzień jest oficjalnym biuletynem IV Międzynarodówki. Jeszcze w czasie wojny Frank działał na rzecz zjednoczenia francuskich trockistów i doprowadził do ich zgrupowania w Partii Komunistów Internacjonalistów (PCI), której został współliderem razem z Ernestem Mandlem i Michelem Pablo.

## Przywódca francuskiej sekcji
W 1953 rozłam na tle oceny polityki prowadzonej przez Sekretariat Międzynarodowy doprowadził również do podziału francuskiej sekcji. Chociaż zwolennicy utrzymania dotychczasowego kursu, na czele których stał Frank, znaleźli się w mniejszości, grupa ta nie przestała używać starej nazwy, którą przez kolejne dziesięć lat posługiwała się też konkurencyjna organizacja Pierre'a Lamberta. W 1963 r. po zjednoczeniu w Międzynarodówce Frank pozostał jednym z jej liderów, szczególnie odpowiedzialnym za prasę trockistowską. Jest autorem jednego z większych opracowań historii trockizmu - książki The long march of the trotskyists oraz szeregu artykułów politycznych.